# Schlacht von Reading
Die Schlacht von Reading fand am 4. oder 5. Januar 871 in der Nähe von Reading, Berkshire, England, statt. Es war eine in einer Serie von Schlachten nach dem dänischen Einfall in das Königreich Wessex. Das Große Heidnische Heer wurden von Bagsecg und Halfdan Ragnarsson geleitet.

## Vorgeschichte

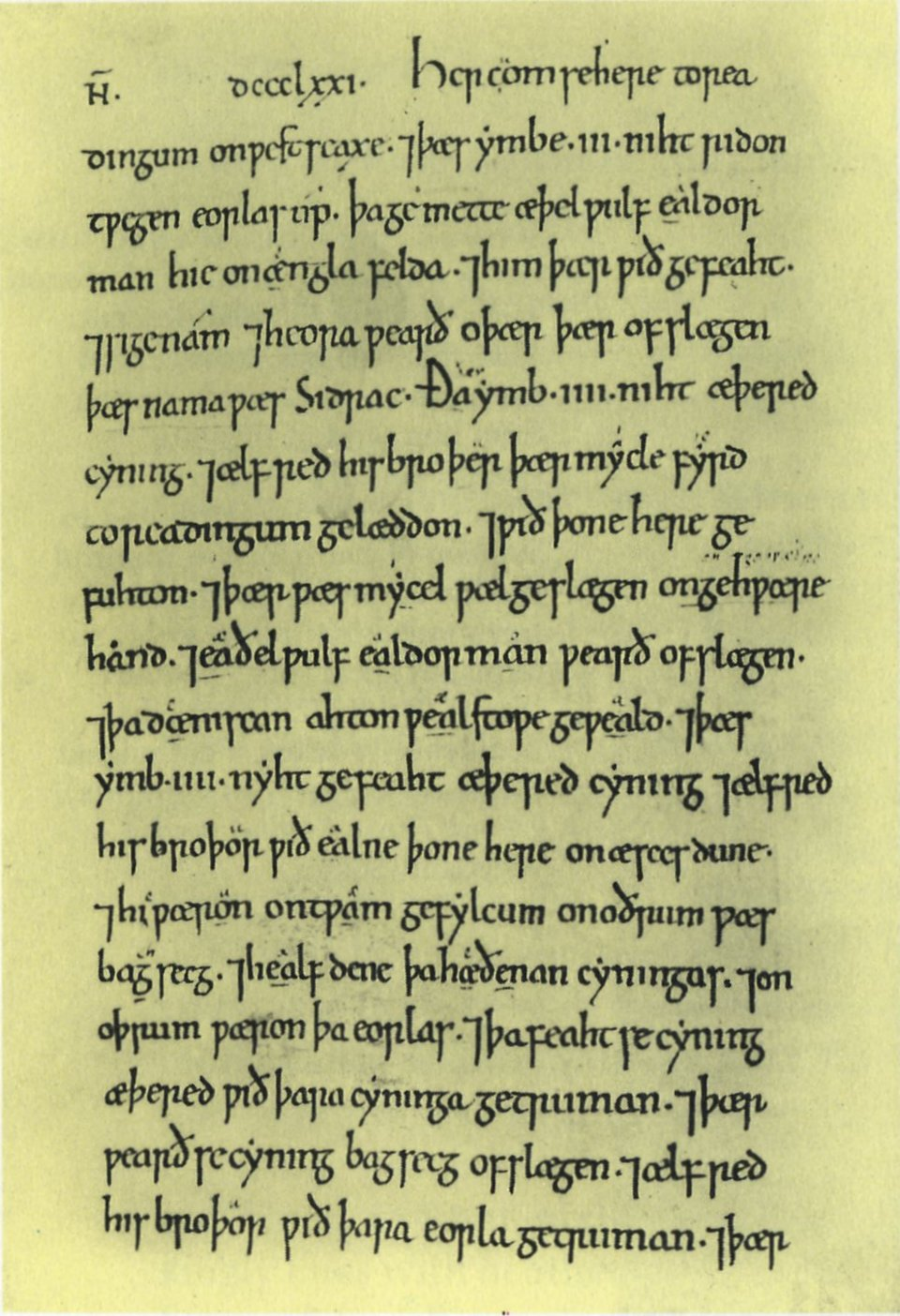
Eine Seite der Angelsächsischen Chronik, die von den Schlachten bei Englefield und Reading erzählt.

Die Dänen waren Ende des Jahres 870 aus East Anglia kommend in Wessex eingefallen, um das letzte große angelsächsische Königreich – Northumbrien, Mercien und East Anglia waren bereits von den Dänen erobert worden – einzunehmen. In Reading errichteten sie zwischen der Themse und dem Flüsschen Kennet einen Wall und befestigten ihr Lager. Am 31. Dezember 870 fand die Schlacht bei Englefield statt.

## Schlachtverlauf
Der König von Wessex, Ethelred von Wessex, und sein Bruder Alfred griffen das befestigte Lager der in Wessex eingefallenen Dänen an, verloren jedoch – obwohl viele Dänen getötet wurden – die Schlacht und mussten sich mit hohen Verlusten zurückziehen.
Die Angelsächsische Chronik vermerkt zu der Schlacht:
“About four nights after this, King Ethered and Alfred his brother led their main army to Reading, where they fought with the enemy; and there was much slaughter on either hand, Alderman Ethelwulf being among the slain; but the Danes kept possession of the field.”
(Deutsch: „Vier Nächte später [gezählt von der Schlacht von Englefield ausgehend] führten König Ethered und sein Bruder Alfred ihre Hauptstreitmacht nach Reading, wo sie mit dem Feind kämpften; auf beiden Seiten wurden viele Männer getötet, unter denen auch Ealdorman Ethelwulf war; die Dänen jedoch konnten das Gebiet halten.“)
Vier Nächte später (der Angelsächsischen Chronik zufolge) schlugen die Westsachsen die dänische Armee in der Schlacht von Ashdown, wo sie auch Bagsecg, einen der beiden dänischen Anführer, töteten.

## Primärquellen
- Symeon von Durham, Historia regum Anglorum et Dacorum
- Asser, Vita Ælfredi regis Angul Saxonum, Das Leben des Angelsachenkönigs Alfred
- anonym, Angelsächsische Chronik